# H. Szabó Gyula
H. Szabó Gyula (Kolozsvár, 1951. január 17. –) romániai magyar közíró, szerkesztő, Szentimrei Judit fia. Marosvásárhelyen él.

## Életpályája
Középiskoláit a kolozsvári 3. sz. Líceumban (jelenleg Apáczai Csere János Elméleti Líceum) végezte 1970-ben, a Babeș–Bolyai Egyetemen orosz–magyar szakos tanári diplomát szerzett (1974). Már középiskolás diák korában megalapította a Stúdió '51 művészi csoportot, s mint rendező részt vett annak klasszikus-népi-avantgardista programja kialakításában. Mint a siménfalvi Általános Iskola tanára (1974–77) a honismereti vetélkedő kezdeményezője; az egyetemi nevelés és a Gaál Gábor Kör egyoldalúságait bírálva Levelek faluról című sorozata az Igazságban (1976) a népművelés mindennapi gondjaira figyelmezteti a fiatal tanárnemzedéket. 1978-tól a Kriterion Könyvkiadó művészeti monográfiáinak, zene- és képzőművészeti kiadványainak szerkesztője Bukarestben. Írásait A Hét és Művelődés közli. Előszavával jelent meg Bulgakov Képmutatók cselszövése című Molière-drámája (Karig Sára fordítása, 1981).
1990-től a Kriterion Könyvkiadó igazgatója, a romániai magyar könyvkiadók és könyvkereskedők országos szövetségének, az 1994-ben alakult Romániai Magyar Könyves Céhnek az egyik alelnöke, 2011-től társszervezője a Kolozsvári Ünnepi Könyvhétnek.
2010 óta a marosvásárhelyi Helikon–Kemény János Alapítvány elnökeként szervezi a helikoni gondolat továbbéltetését célul kitűző alapítvány programjait, a Helikoni Leszármazottak Találkozóját Marosvécsen, illetve a Helikoni esték elnevezésű irodalmi műsorokat erdélyi városokban.

## Díjak
- 2017 Kolozsvár Társaság díja: Kolozsvár büszkesége[2]

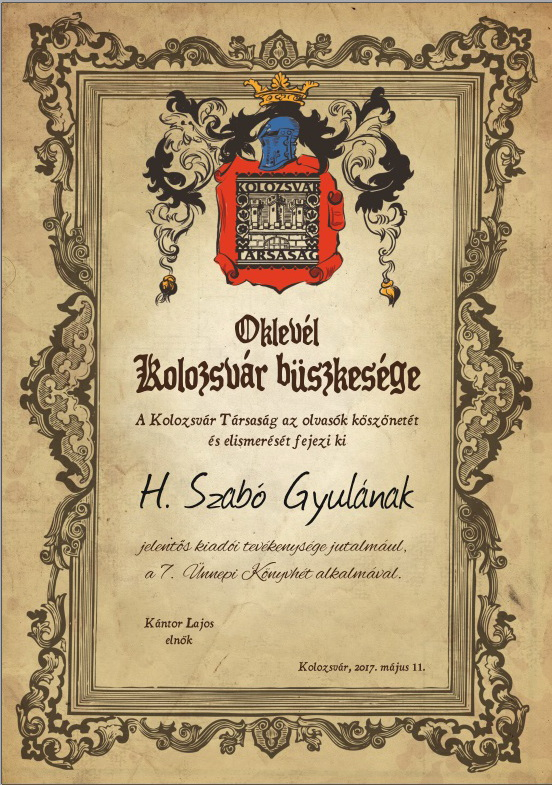
Kolozsvár Társaság díj